# Megalastrum taafense
Megalastrum taafense är en träjonväxtart som beskrevs av Rouhan, Sundue och R. C. Moran. Megalastrum taafense ingår i släktet Megalastrum och familjen Dryopteridaceae. Inga underarter finns listade.